# Культ молодости
Культ молодости (англ. cult of youth) — феномен социального поведения, сформированный в последние десятилетия. Суть феномена заключается в сужении временных рамок рабочего возраста и в желании сохранять молодость как можно дольше, поскольку иначе человек может оказаться невостребованным социумом. Данное явление также называют синдромом Дориана Грея.

## История возникновения
Культ молодости начал прослеживать ещё в 1960-е годы, когда возросло влияние средств массовой информации, которые играют решающую роль в создании и поддержании культа молодости. Образ молодых и успешных навязывается всему обществу с рекламных билбордов, обложек журналов, экранов телевизоров.
Это явление пришло из Америки, а если быть точнее — из Голливуда, где молодость и презентабельная внешность являются одними из самый главных компонентов социального успеха.
Существует также теория о том, что культ молодости навязывается государством. Ему выгодно, чтобы его граждане оставались молодыми, активными и здоровыми, дольше работали, а соответственно дольше платили налоги.

## Мнение специалистов
Эксперты полагают, что «культ молодости и красоты», который успешно поддерживается средствами массовой информации, может привести к серьёзным последствиям: 
Уже сегодня женщины отказываются заводить детей только потому, что беременность может негативно отразиться на фигуре, - говорят специалисты. – Многие женщины, рискуя жизнью, ложатся под нож пластического хирурга, чтобы избавиться от морщин.

Гамбургский психолог Георг Фидлер описывает это явление следующим образом: 
Очень многих людей наступление старости ввергает в полную растерянность. Гораздо легче переживают это те, кто понимает, что старость может быть очень интересным и содержательным этапом развития личности. Хуже тем, кто встречает старость преисполненный смутных страхов и опасений.

## Влияние на общество
Данное явление охватывает все более широкие круги общества. Как женщины, так и мужчины пытаются всеми путями остановить или замедлить процесс старения.
Сегодня ранняя смерть зачастую становится следствием жизненной стагнации, что в свою очередь является результатом навязанного обществу мнения о том, что быть активным и востребованным можно только в молодости. В год в Германии происходит 11.000 самоубийств. Каждый третий самоубийца — старше 65 лет.
Ещё одним негативным влиянием, которое несет за собой культ молодости, является возрастная дискриминация. Она проявляется в различных сферах, но чаще всего с данной проблемой люди сталкиваются при приеме на работу. Работодатели предпочитают молодых, то есть, по их мнению, здоровых и легко обучаемых. Эйджизм на рабочем месте заставляет ещё готовых работать пенсионеров отказаться от должности или довольствоваться низкооплачиваемой работой, что не всегда целесообразно, так как в старших возрастных группах накоплен больший потенциал и опыт работы, нежели у молодежи.
Также культ молодости приводит к определённым комплексам. Становясь старше, люди начинают чувствовать себя некомфортно на фоне молодежи. Например, у некоторых мужчин это может проявляться желанием заключить так называемый неравный брак. Они стремятся жениться на молодых девушках, подсознательно думая, что это способ сохранить собственную молодость.
Женщины же прибегают к различным хирургическим вмешательствам, косметологическим процедурам. 62 % женщин в возрасте 35-54 лет пользуются кремами против старения, а за один год в Великобритании проводится 28 тыс. косметических процедур (подтяжки, инъекции ботокса и тому подобное). Согласно результатам медицинских исследований, более половины женщин в мире ставят сохранение молодости и поддержание «стандартов красоты» выше вопросов поддержания здоровья и профилактики различных заболеваний.

## Критика
Сегодня ситуация постепенно меняется. Что интересно, с помощью все тех же СМИ, фешн-индустрии и рекламы. Общество начинает понимать, что быть красивыми и активными можно не только в молодости. Знаменитые мировые дизайнеры все чаще выбирают женщин зрелого возраста для представления новых коллекций и продвижения своих продуктов. Marc Jacobs выбирает 64-летнюю Джессику Лэнг. Новым лицом Nars становится 68-летняя Шарлотта Рэмплинг.
На людей пенсионного возраста обращают внимание социологи, культурологи и предприниматели. Для них разрабатывается множество различных товаров и услуг, создаются различные развивающие программы. Люди зрелого возраста все активнее проявляют желание получить образование. Один из главных выводов учёных заключается в том, что, несмотря на то, что обучение людей старшего возраста имеет свои нюансы, пожилые люди не только обучаемы, но и мотивированы на познание нового не меньше, чем молодые.
В июне 2016 года против Google был подан иск, обвиняющий корпорацию в систематической дискриминации кандидатов старше 40 лет. Податели иска цитируют данные сервиса Payscale, согласно которому медианный возраст работников Google — 29 лет. А медианный возраст программиста в США — 43 года.

## Культ молодости в массовой культуре
В некоторых русских народных сказках можно найти сюжеты, связанные с омоложением или физическими изменениями человека.
- Сказка «О молодильных яблоках и живой воде».[7]